# Beffroi de Namur
Le beffroi de Namur, également appelé tour Saint-Jacques, est un bâtiment historique de la ville de Namur, capitale de la Wallonie, en Belgique. La tour, construite vers 1388 comme partie de l’enceinte de la ville devint beffroi en 1746. Il est un des 56 Beffrois de Belgique et de France classés au patrimoine mondial de l’UNESCO.

## Histoire
À l’origine, c’est une des cloches - et le clocher - de la collégiale Saint-Pierre-au-Château (sur le promontoire de la citadelle) qui servait de beffroi aux habitants de Namur, c'est-à-dire à marquer le temps et les événements de la ville.
À la suite de la destruction de l’église, incendiée durant le siège de Namur en 1745, la tour Saint-Jacques, la plus haute des trois tours de l’enceinte médiévale de la ville de Namur devient le beffroi de la ville. La Tour Saint-Jacques protégeait une des portes d’entrée de la ville. Sa bancloque (ou cloque à ban) donnait le signal d’ouverture et fermeture des portes extérieures de la ville (à partir de 1570). La tour était initialement presque deux fois plus haute.
Alors que, au début du XVIIIe siècle, cette enceinte est démolie, la tour Saint-Jacques est préservée, restaurée et chapeautée d’un lanterneau octogonal abritant la cloche (le ‘beffroi’ au sens premier) : le tout est surmonté d’un bulbe. La tour Saint-Jacques devient beffroi de la ville de Namur en 1746.

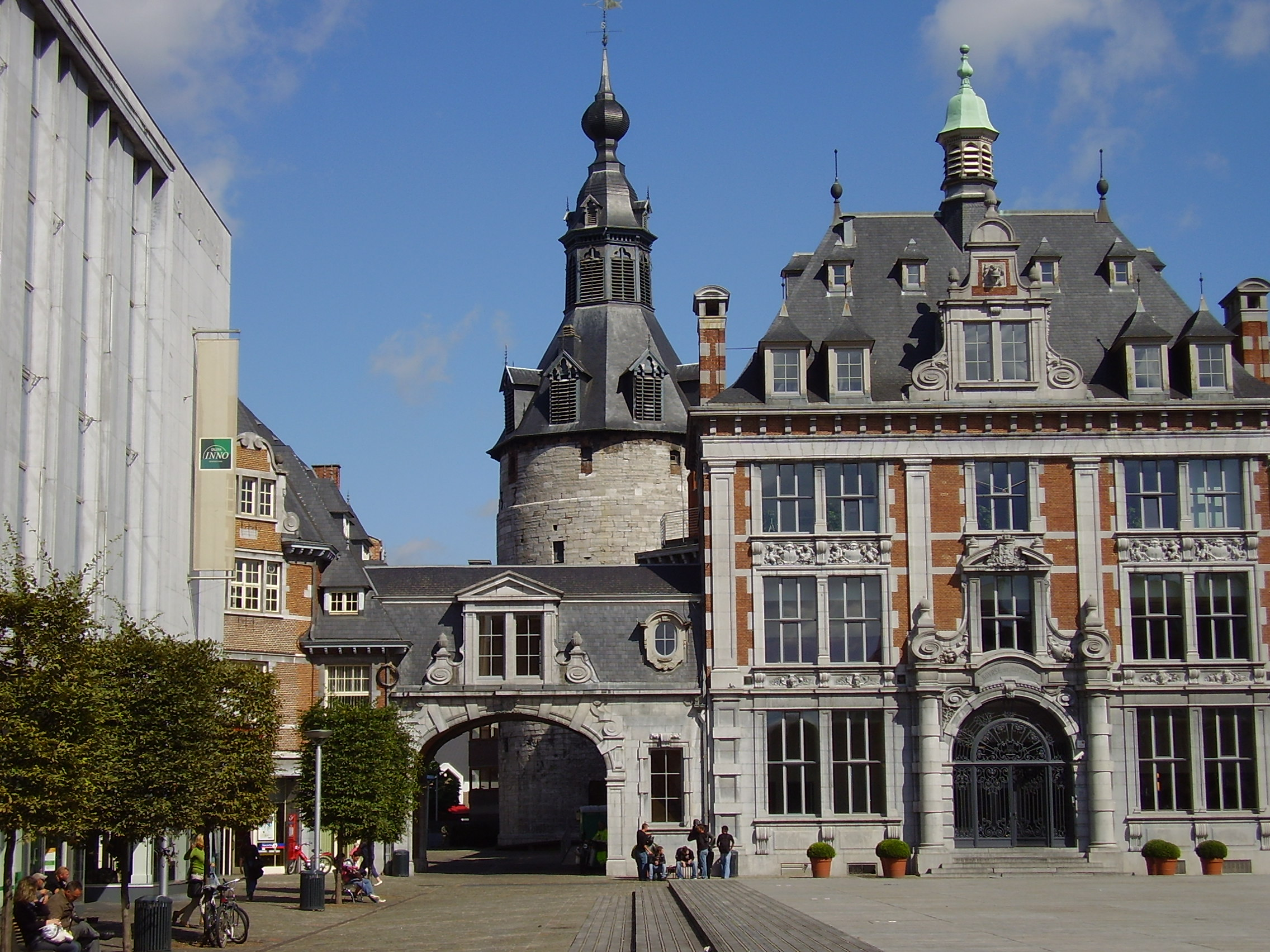
Le beffroi, derrière l'ancienne bourse de commerce de Namur

Ainsi le beffroi de Namur est une tour de défense militaire réaffectée à un usage civil. Il garde un aspect fortifié que n’ont pas les autres beffrois des Pays-Bas méridionaux. Cependant, il exprime alors, tout autant que les autres, la valeur profondément symbolique de l’autonomie grandissante du pouvoir municipal vis-à-vis de l’autorité ecclésiastique. C’est le beffroi municipal qui désormais règle le temps et les événements de la ville et des environs.
Le beffroi fut touché par le bombardement américain du 18 août 1944. Une religieuse y perdit d'ailleurs la vie, projetée sur l'édifice. Aujourd'hui des traces d'impacts sont encore visible sur le beffroi ainsi que sur l'ancienne bourse de commerce où fut posée une plaque commémorative en 2014.